# Diecezja Grand Falls
Diecezja Grand Falls – diecezja rzymskokatolicka w Kanadzie. Powstała w 1856 jako diecezja Harbour Grace. W 1958 przemianowana na diecezję Harbour Grace - Grand Falls. Od 1964 nosi obecną nazwę, lecz katedra nadal znajduje się w miejscowości Harbour Grace.

## Ordinariusze

### Biskupi Harbour Grace
- John Dalton, 1856–1869
- Enrico Carfagnini OFM, 1870–1880,
- Ronald MacDonald, 1881–1906
- John March, 1906–1940
- John Michael O’Neill, 1940–1958

### Biskupi Harbour Grace-Grand Falls
- John Michael O’Neill, 1958–1964

### Biskupi Grand Falls
- John Michael O’Neill, 1964–1972
- Alphonsus Liguori Penney, 1972–1979,
- Joseph Faber MacDonald, 1980–1998,
- Robert Anthony Daniels, od 2011